# لثيل (نعمان)

تعديل مصدري - تعديل

لثيل هي إحدى قرى عزلة المرحاض بمديرية نعمان التابعة لمحافظة البيضاء، بلغ تعداد سكانها 381 نسمة حسب تعداد اليمن لعام 2004.